# أقولك إيه عن الشوق
أقولّك إيه عن الشوق هي أغنية باللهجة المصرية ألفها عبد الفتاح مصطفى، ولحنها رياض السنباطي، وغنتها أم كلثوم عام 1965.

## الأغنية
- التقى الثلاثي صاحب هذه الأغنية في أكثر من عمل لعل أشهرها "لسه فاكر" عام 1960، كما التقى نفس الثلاثي في عدة أعمال هي:"منصورة يا ثورة أحرار" عام 1958، "تائب تجري دموعه ندماً"، "طوف وشوف"، وقدم كلاهما عام 1962، "الزعيم والثورة" عام 1963، "ليلي ونهاري"، يا حبنا الكبير"، وقدم كلاهما عام 1965.[1]
- قيل أن عبد الفتاح مصطفى ألف هذه الأغنية على أساس أنها أغنية دينية [بحاجة لمصدر]، ويعني هذا على الأرجح أن الحب المقصود في الأغنية هو الحب الإلهي، لكن كثيراً من الناس يعتقدون أنها أغنية عاطفية معتادة.
- ويبدو أن السنباطي كان على علم بحقيقة شعور الشاعر، إذ يبدو على اللحن شيء من الاختلاف عن الأغاني العاطفية المعتادة، وهو لحن جميل على أية حال.
- كلمات الأغنية مليئة بالتعابير الجميلة مثل:

ليالي في هواك أسهر وأفكر...ومهما قلت لك في القلب أكتر
وأيضاً:
أقولّك إيه، وإيه يوصف هوايا...وأنا ف قلبي كلام مالوش نهاية
دي أجمل كلمة في الدنيا حبيبي...بقولهالك وبرضه موش كفاية
وغير ذلك.

## كلمات الأغنية
أقولك ايه عن الشوق يا حبيبي
أقولك ايه ومين غيرك داري بي
ليالي في هواك اسهر وافكر
ومهما قلت لك في القلب اكتر
شوية ان اقول لك حبيبي
ياريت فيه كلمة اكتر من حبيبي
اقولك ايه وايه يوصف هوايا
وانا ف قلبي كلام مالوش نهايه
دي أجمل كلمة في الدنيا حبيبي
بقولها لك وبرضه مش كفاية
ماقولش مناي كان حبك
ده أكثر من اللي بتمناه
وم الفرحة وانا جنبك
باعيش في كل لحظة حياة
وقلبي نعيمة ف قربك
وأنت فرحته ودنياه
واقول لك ايه شوية اني اقولك يا حبيبي
يا ريت فيه كلمة أكثر من حبيبي
هواك هو اللي خلا العمر غالي
وبالثانية أحسبه مش بالليالي
وأخاف أسرح تفوتني لمحه منك
وم الدنيا اللي أجمل من خيالي
هواك نسى الزمان طبعه
وخذ منه الأمان لينا
وداري عننا دمعه
وخلاه ما دري بينا
ونور للأمل شمعة
وطمن بيه ليالينا
واقول لك ايه شويه اني اقول لك يا حبيبي
يا ريت فيه كلمة اكتر من حبيبي
وعودك في الخيال غالية عليّ
وأجمل من حقيقة بين ايديّ
واصدق كل كلمة قلتهالي
واكذب في هواك ظني وعينيّ
يا ريت في كلمة أوصف بها حبك
واقولها لك ما بين قلبي وقلبك
ما يقدرش الكلام يوصف غرامي
ولا أشواقي في بعدك وقربك
واقولك إيه

## وصلة خارجية
أغنية أقولك إيه عن الشوق (كاملة) على يوتيوب